# Parohinka sinuata
Parohinka sinuata är en insektsart som beskrevs av Webb 1981. Parohinka sinuata ingår i släktet Parohinka och familjen dvärgstritar. Inga underarter finns listade i Catalogue of Life.